# 銀魂 和阿銀一起！我的歌舞伎町日記
《銀魂 和阿銀一起！我的歌舞伎町日記》是2007年8月30日BANDAI推出基於PlayStation 2平臺的電子遊戲。此作是銀魂遊戲作品的第三作。本作的预約特典是一張語音CD（ありえないボイスCD）。

## 故事簡介
在宇宙中旅行回來，作修理的工作的主人公的空，在大江戶萬星博覽會修理時被捲入麻煩。另一方面，警察廳長官松平片栗虎為找在自己的額上寫著“（笨蛋）”的犯人的任務交給真選組。而真選組以博覽會的警備很忙，完成松平的委託和保護空都不能順心，於是把已失去記憶的空託付給萬事屋。為了找回自己記憶的空寄居在萬事屋，開始適應與歌舞伎町人們的生活……

## 遊戲內容
遊戲主要是沿著故事主線發展劇情，不過根據某些參數的選擇也會發展出主線劇情之外的短線分支劇情。這些短線劇情是充分體現原作角色魅力的一系列小故事。遊戲中還有很多富有銀魂風格的小遊戲。

## 登場角色
- 坂田銀時
- 神樂
- 志村新八
- 志村妙
- 登勢
- 凱薩琳
- 桂小太郎
- 伊麗莎白
- 土方十四郎
- 沖田總悟
- 近藤勳
- 山崎退
- 松平片栗虎
- 哈達王子
- 長谷川泰三
- 猿飛菖蒲
- 寺門通（只有台詞）
- 高杉晋助
- 空
- 親方（空的師傅）
- （カテリーナ）
- 春雨Boss

## 外部連結
- （日語）BANDAI游戏官方網站 （页面存档备份，存于）
- （日語）PS游戏官方網站 （页面存档备份，存于）